# Liga Guipuzcoana de Canicross
La Liga Guipuzcoana de Canicross fue una competición formada por varias carreras de canicross de Guipúzcoa organizadas por los diferentes equipos de canicross de Guipúzcoa. Según el puesto logrado en cada una de las carreras se obtenía una puntuación y al final de temporada el corredor con más puntos se convertía en el vencedor de la Liga Guipuzcoana de canicross, premiando así al corredor más regular de la temporada. Existían 4 categorías diferentes, júnior, sénior, veteranos 40 y veteranos 50 tanto para hombres como para mujeres. La primera edición se disputó en la temporada 2011-2012 y la última en la temporada 2014-2015.

## Carreras
En un principio la competición estaba formada por 6 carreras, canicross de San Sebastián, Jaizkibel en Pasajes de San Juan, Zumaya, Tolosa, Rentería y Oyarzun. En la temporada 2012-2013, en la 2ª edición de la liga, el canicross de Oyarzun no se disputó, pero entraron 2 nuevas carreras, el canicross de Vergara y el canicross de Orio. En la 3ª edición se sustituyó el canicross de Jaizquíbel por el de Fuenterrabía. La última edición disputada fue en la temporada 2014-2015, al año siguiente se fusionaba con la Liga Vizcaína de Canicross para formar la Liga de Euskadi de Canicross.
- Canicross de Fuenterrabía (2013-2015)
- Canicross de Jaizquíbel (2011-2013)
- Canicross de Orio (2012-2015)
- Canicross de Oyarzun (2011-2012)
- Canicross de Rentería (2011-2014)
- Canicross de San Sebastián (2011-2015)
- Canicross de Tolosa (2011-2015)
- Canicross de Vergara (2012-2015)
- Canicross de Zumaya (2011-2015)